# 查尔斯·曼森
查尔斯·米爾斯·曼森（英語：Charles Milles Manson，本名查爾斯·米爾斯·馬多克斯（Charles Milles Maddox），1934年11月12日—2017年11月19日）是一名美國罪犯、前音樂人和邪教領袖。他在1960年代末在加利福尼亞州領導了犯罪集團曼森家族。曼森和他的跟隨者被控在1969年的7月和8月，犯下了9起連續殺人案。1969年，在他的指示下，曼森家族的成員杀害了演員莎朗·蒂，以及LaBianca夫妻。他也因為共同犯罪（Joint and several liability）而被控告謀殺。
曼森信仰自己所創造的“Helter Skelter”，這個詞是他從披頭四的一首同名歌曲中得來的。根據他對披頭四這首歌曲的描述，曼森堅信即將發生一場末日的種族戰爭。同时他也认为他犯下的谋杀案能够促成那场战争。后来曼森臭名远扬，他和摇滚音乐的这一关系也将他和一种流行文化联系起来了。他最终成为了精神错乱、暴力血腥和恐怖的象征。这一词语也被曼森的检举人文森特·布格里奥西（Vincent Bugliosi）做为他写的关于曼森杀人案的一书的标题。
在曼森家族形成之初，曼森是一个失業者，由於犯罪，他已在懲教機構度過了大半的人生。谋杀案之前，他是一名歌手兼词作家，主要通过偶然的和海滩男孩的创始人和鼓手丹尼斯·威爾森的联系，生活在洛杉矶音乐产业的边缘地带。在后来曼森被控犯罪后，他的原创歌曲专辑也随之发布。包括枪与玫瑰及瑪麗蓮·曼森在内的艺术家都引用了他的歌曲。
加州最高法庭1972年的一份决议暂时废除了该州死刑，曼森的死刑自动被改判为无期徒刑。2017年11月19日，曼森去世，死因為自然死亡，時年83歲。

## 早年的生活

### 童年
曼森的母亲凯瑟琳·马多克斯（Kathleen Maddox）16岁便未婚先孕，在俄亥俄州辛辛那提总医院生下了他。一开始，他被命名为「没有名字的马多克斯」:136–7，之后的一星期中，他被取名为查尔斯·米尔·曼森。他出生后，母亲嫁给了一名叫做威廉·曼森的工人，因此取名为曼森。而他的生父似乎是“斯科特上校”，凯瑟琳·马多克斯在1937年向此人提出了私生子的诉讼，并最终对判决达成了一致。也有可能斯科特从不知道有他的存在。
曼森1951年的案件档案中某些內容暗示“斯科特上校”是一个非裔美国人。其中在他家庭背景部分中就有两句话说“父亲：不详。据说是一名名叫Scott的黑人厨师。曼森的母亲曾在怀孕期间和他有过性接触。”当曼森在1971年被文森特·布格里奥西律师问到这些官方的记录时，曼森断然否认他的生父有非洲血統。
在《曼森自述》（Manson in His Own Words）中，斯科特上校据说曾在药店工作，也在附近的一個堤坝工程中打过短工。现在已经无法明确得知“附近”指的是哪里。不过这段描述所在的报道中显示凯瑟琳·马多克斯在离开了阿什兰的老家后，在辛辛那提生下了曼森。
凯瑟琳·马多克斯据说是一名酒鬼。据曼森的一位亲戚透露，凯瑟琳·马多克斯曾为了一大罐啤酒，将曼森卖给一名无儿女的女服务员。几天后曼森的舅舅将其寻回。当曼森的母亲和哥哥因为在1939年抢劫了一家查尔斯顿的服务站而判处五年徒刑后，曼森只好住舅舅和舅妈位于McMechen的家里。凯瑟琳于1942年获得假释后马上将曼森带回身边，住在一间破败的酒店中。曼森后来将他母亲在出狱后给他的拥抱当作童年唯一的幸福回忆。
1947年，凯瑟琳·马多克斯尝试将儿子放在收养所，但由于没有这样的地方，最后也失败了。法庭将曼森判到特雷霍特的吉宝特少年学校（Gibault School for Boys）。十个月之后，曼森逃学到他妈妈那儿而他妈妈拒绝了他。

### 首次犯罪
通过偷窃杂货店，曼森得以租房安顿自己。他还犯下了一系列的入室盗窃，最终在偷窃时被逮捕，送到印第安纳波利斯少年中心（Indiana Boys School）。一天后他逃了出去，然后不久又被逮捕，并被送到少年之家（Boys Town）。到那儿四天后，他和另外一个男孩逃走了。他们俩还在去另外那个男孩的叔父家的路上两次武装抢劫。
在随后的两次盗窃中，曼森在第二次又被抓住送到了印第安纳波利斯少年中心。那时他才13岁。据他后来宣称，在那段时间他遭受了性虐待。不过多次尝试后，他于1951年再次和另外两个男孩逃走了。
三人在犹他州开着偷來的车去加利福尼亚州时被抓获。同时他们在一路上也“光顾了”几处加油站。由于驾赃车越过其他州触犯了联邦法律，曼森被送到华盛顿的国家少年培训学校（National Training School for Boys）。虽然他经历了四年的教育，亦擁有109的正常智商（後來在21歲時測定的），他仍然目不识丁。一个社会工作者认为曼森是一个极度反社会的人。

### 首次入狱
1951年10月，在一名精神病专家的推荐下，曼森被转交到自然橋荣誉夏令营（Natural Bridge Honor Camp）。在距离一次假释听证会不到一个月的时候，他“在鸡奸另一名男孩的时候将剃须刀的刀片抵住了他的喉咙”。他又被转移到彼德斯堡的联邦教养院（Federal Reformatory），并且被认定为“危险人物”。1952年9月，大量的严重违纪行为使他转移到奇利科西的联邦教养院。一个月之后，他几乎成为了教养院的一名模范。良好的工作態度和教育水平的提高使他在1954年5月得到假释。
在西維珍尼亞州與他舅舅和舅妈短暂地为假释庆祝一番之后，曼森搬到了他妈妈所在的州。1955年1月，他娶了一名医院女服务员罗莎莉·珍·威利斯（Rosalie Jean Willis）。据他自己描述，和她相处的时间是十分美满幸福的。这段时间里，他也通过一些零碎活儿和偷窃维持生计。

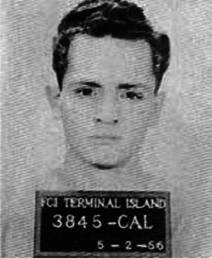
終端島聯邦教化所，1956年5月2日

10月份左右，也就是在他和怀孕的妻子开着自己在俄亥俄州偷的车到了洛杉矶三个月后，曼森再次因触犯了联邦法律而被控告。在精神学评估后，他被判五年缓刑。由于没有出现在随后的在洛杉矶的关于一个相同的控告的听证会，他在1956年3月在印第安纳波利斯再度被拘捕。缓刑被撤销，最后他被判处3年徒刑，关押在终端岛联邦教化所。
曼森入狱期间，罗莎莉生下了他们的孩子，小查尔斯·曼森。入狱的第一年中，曼森时常得到妻子和母亲的探望——她们那时住在一起。1957年3月，妻子不再来探望，他妈妈告诉他说罗莎莉和另外一个男人住在一起了。在离他预定的假释听证会不到两周时，曼森偷了一辆车后逃走了。接着他被判5年缓刑，假释也被拒绝。

### 再次入狱
曼森在1958年9月得到了五年的假释。同年，曼森和罗莎莉离婚。到11月，他和一名16岁的妓女相好，还得到了一名家境富裕的女子的支持。1959年9月，他承认用伪造的国库支票兑换了现金，在审判过程中，一名曾经因卖淫而有入狱经历的年轻女子在法庭上含泪恳求说她和曼森“深深地相爱并且如果曼森能得到释放她将嫁给他”。他也得到了10年缓刑的判决。到年底，那名女子的确嫁给了曼森。也许是因为在那些控诉他的辩词里证明不了她跟他有什么关系。
这名女子名叫雷欧娜（Leona），作为一名妓女，她也曾用过康蒂·史蒂文斯（Candy Stevens）这一名字。以卖淫为目的，曼森带着她和另外一名女子从加州到了新墨西哥州，却因违反了曼恩法案（1910年6月美国国会通过的一项法案，禁止州与州之间贩运妇女）被控制住。虽然他紧接着就被释放了，但显然，他的动机正引起有关方面的注意。当他不见了时，因为违反了他的缓刑适用期，法院发布了逮捕令。1960年4月，因为违反了曼恩法案，又发布了一份针对他的控告。6月，曼森在拉雷多被捕。由于他在伪造支票中的罪行，他被勒令服刑。
1961年7月，一年呼吁撤销其缓刑未果后，曼森从洛杉磯郡監獄（Los Angeles County Jail）被转移到麥克尼爾島監獄（the United States Penitentiary at McNeil Island）。虽然违反曼恩法案的控告被撤除，但是图谋兑换公库支票仍然是一项联邦罪。他在1961年9月的年度回顾中提到自己有“让别人关注自己的強烈欲望”，在1964年9月他又提到了这一点。1963年，雷欧娜被准许离婚，她透露和曼森生了一个儿子，叫做查尔斯·路德（Charles Luther）。
1966年，曼森再次被送至终端岛联邦教化所。到1967年3月21日，他释放的当天，他已经在监狱和其他教育机构度过了一半以上的生命。他告诉当局监狱已经成为了他的家，请求继续待下去。这是他在1981年汤姆·斯奈德（Tom Snyder）对他的一次电视访问中透露的。

## 曼森家族
在他刑满释放的那天，曼森获得允许前去旧金山，在旧金山一个他熟识的犯人的帮助下，他搬到了伯克利的一间公寓。他还在监狱里的时候，抢银行的阿尔文·卡尔皮斯（Alvin Karpis）曾经教过他弹奏夏威夷吉他:137–146。如今，主要靠行乞为生的他很快就结识了玛丽·布伦纳（Mary Brunner），一个从威斯康星大学毕业的23岁女孩。
布伦纳在加州大学伯克利分校当图书管理员，稍后曼森就搬去与她同居了。根据一个间接的说法，他使她克服了对他带其他女人回来一起住的抵制。不久以后，他们就与18个其他女人一起分享布伦纳的房子:163–174。
曼森在海特-黑什伯里区，这个在1960年代“夏日之恋”成为嬉皮场所的标志地方，建立了领袖的地位。他详细解说了一种包括他在监狱里学的山達基（科學教）的哲学理念，所以他很快就有了第一个年轻追随者团体，大部分成员是女性。根据一份在1961年7月曼森进华盛顿麦克尼尔岛的一所美国监狱时的人员评估信息来看，曼森使得山達基作为了他的信仰。
在夏天结束前，曼森和8、9个狂热者挤进了一辆旧的他们以嬉皮士风格改造过了的校巴，在这辆校巴中，他们布置了彩色毯子和靠垫代替了他们搬开的那些座位。他们流浪到华盛顿州，然后向南经过洛杉矶、墨西哥和西南部。回到洛杉矶地区的时候，他们住在托潘加峡谷、马里布和威尼斯这些城市和美國西部:163–174。
曼森在他们到處旅行的几个月裡，似乎是在一个大众汽车的车厢里组建了他的家庭成员。很显然地他跟布伦纳在一起。十一月的时候，校巴带着扩张的队伍从旧金山出发。

### 丹尼斯·威爾森、梅尔彻等人的参与
以谋杀而告终的那些事件以1968年晚春时的运动作为背景。据一些说法，那时海滩男孩的成员丹尼斯·威爾森，结交了两个搭乘曼森车队的女人，还带着她们去他的太平洋帕利塞兹家几个小时。当威爾森第二天凌晨时候从一个晚间录音场次回家的时候，刚从他家出来的曼森在他回家的路上跟他打招呼。丹尼斯·威爾森很不安地问这个陌生人是否他打算伤害他。在使威爾森确信他没有这个想法之后，曼森亲吻了威爾森的脚。
丹尼斯·威爾森在他的房里发现了12个陌生人，大部分都是女人。在接下来的几个月里，因为他们的人数成倍了，曼森的那些让自己成为威爾森的日落大道家人的家庭成员，大约花费了威爾森的100,000美元。这笔钱包括了一大笔用来治疗淋病的医药费，和花在他们对借的威爾森未保险的车做的意外伤损费21,000美元。丹尼斯·威爾森还给曼森唱歌说话，曼森的女人们被他们像对仆人一样对待。
丹尼斯·威爾森付钱给工作室时间来录制由曼森作的歌，他还把曼森介绍给娱乐圈裡有地位的熟人，其中包括格雷格·雅各布森（Gregg Jakobson）、特里·梅尔彻（Terry Melcher）和鲁迪·阿尔托贝利（Rudi Altobelli，他拥有一栋即将租给女演员莎朗·蒂和丈夫波蘭斯基的房子）。雅各布森，这个被曼森身为艺术家、生活设计者和哲学家多重身份，“完整的查尔斯·曼森包”留下深刻印象的人，也付钱录曼森的材料。
據曼森自己的描述，他第一次遇见丹尼斯·威爾森是在旧金山一个朋友家里，他去那获取大麻。恐怕是这个鼓手把威爾森日落大道的地址给了曼森，还邀请他在洛杉矶的时候去顺便拜访。

### 斯班（Spahn）农场
在丹尼斯·威爾森的经纪人命令曼森家族搬出丹尼斯·威爾森家之后，1968年8月，曼森为他们在离托盘家峡谷不远的斯班电影农场奠定了一个基础。整个家族迁址到了这个农场。
这个农场曾经是一个为西部片而设的影视布景。然而，在1960年代末，这座建筑已经破损，农场的收入主要靠提供骑马服务而來。
家族成员在马场做活。同时，曼森要求家族的女人们，包括丽奈特·“唧唧叫”·弗洛姆（Lynette "Squeaky" Fromme），偶尔要与近乎失明的80岁农场主乔治·斯班（George Spahn）做爱。这些女人还要充当斯班的导向人。作为交换，斯班允许曼森和他的组员免费住在他的农场裡。丽奈特获得她“唧唧叫”（Squeaky）的外号是因为当斯班压紧她的大腿时她总是尖叫。
查尔斯·沃森（Charles Watson）是小镇上的一个德克萨斯州人，他在大学时辍学搬到加利福尼亚州，在丹尼斯·威尔森家里遇见曼森，他很快也加入了在斯班农场的这个小团体。当丹尼斯·威爾森在他的车失事后搭乘的时候曼森也搭了他一乘。
斯班因为沃森的德克士萨斯州拖音而称呼他沃森·“德克斯”（Watson“Tex”）。

### Helter Skelter
1968年11月月初，曼森在死谷郊区的总部组建了他的家族。在那儿他们占有两个未用或者只用了一小点的农场。组织的最初建立人迈尔丝（Myers），被家族祖母认可为新女人。巴克（Barker）被一个曼森曾向她介绍自己的稍老的当地女人和一个家族中为他们工作适用的音乐家认可。当这个女人同意让他们留下如果他们能修理器物的话的时候，曼森用沙滩男孩给的一张金唱片作为赞誉。当回到斯班农场的时候，不迟于12月，曼森和沃森拜访了一个托潘加峡谷的熟人。他给他们演奏了新近发布的披頭四乐队的“The Beatles”（The White Album）。曼森变得对这个乐队着迷。在麦克尼尔，他曾经告诉过他的同居者们，包括阿尔文·卡尔皮斯，他能在荣誉上超越这个乐队。对他的家族，他谈及“灵魂”组织和“无限之洞”。
有段时间，曼森一直说黑白人种间的人种压力已经增长，黑人很快就要在美国城市引发叛乱。他强调马丁·路德·金发生在1968年4月4日的暗杀。在迈尔丝农场的一个酷寒的除夕夜，家族成员都围绕着大篝火聚集在外面，听着曼森解释他曾预测的社会骚动也被嬉皮士乐队预测。他宣称“White Album”专辑里的歌，尽管秘密地，告诉了这一切。事实上，他确保（或者说要确保）这张唱片集被用于家族自己，一个特选的被教育要从即将发生的灾难中保护珍贵的团体。
在1969年1月初，家族摆脱了沙漠的酷寒，并通过搬往在离斯班农场不远的卡诺加公园（Canoga Park）的一个淡黄色的房子里，放置自己去监视洛杉矶假定的紧张。因为这个场所允许家族保持“潜在对外部世界感知之下”，曼森叫它黄色潜水艇，另外一个参考披頭四乐队的词。在这儿，家族成员为即将带来的天启做准备，绕着营火，曼森把它叫做“曼森杀人王”，在那首叫这名的歌后。
到了2月，曼森的远景已经完成。家族创造了一张唱片集，这些歌就跟甲壳虫乐队的歌一样难以捉摸，将要引发预见的混乱。黑人造成的可怕的白人谋杀将会遭遇报复，而分裂的白人种族主义者和非种族主义者将会屈从于白人的自毁。黑人的胜利，可以说，只不过是先于他们被家族统治，这个可以顶住在“无底陷阱”的冲突：死谷之下的秘密城市。在卡诺加公园的家里，当家族成员们为车辆工作和注视地图来为他们的沙漠逃脱做准备时，他们也为他们改变世界的唱片集工作。当他们被告知特里·梅尔彻要来房子里听材料时，女人们准备了饭菜及清理了房间，但是梅尔彻从未到来。

### 与莎朗·蒂相遇
在1969年3月23日，曼森未经邀请而进入了Celo 大道10050号。这裡是鲁迪·阿尔托贝利的物業，曼森認識原来的租户梅尔彻。但梅尔彻已不在那里居住了。而莎朗·蒂和波蘭斯基于当年2月份租住了这里。
曼森遇见了夏洛克·哈塔米（Shahrokh Hatami），一个伊朗籍的摄影家，也是莎朗·蒂的朋友。哈塔米正在给莎朗·蒂拍照，她第二天就要离开去罗马。哈塔米通过窗户看见曼森向主宅走来，就来到前面的阳台，问他想要什么。
曼森告诉哈塔米他在找人，而哈塔米并不认识他说的这个人，哈塔米告诉他这里现在住的是波蘭斯基。哈塔米建议他从“后径”过去，他的意思是通向客房的路，在主宅过去一些。考虑到陌生人来到这里，哈塔米走下来，在主宅前面的路和曼森会面。这时莎朗·蒂来到房子的前门，哈塔米身后，问他谁在说话。哈塔米说是一个男的在找人。哈塔米和莎朗·蒂停在他们的位置，曼森则没有说一句话，去了客房，一两分钟后从客房回来，然后就离开了。
那天晚上，曼森又回到了这里，再一次去了客房。据推测他进了关闭的阳台，与刚刚洗完澡的阿爾托貝利说话。尽管曼森问的是梅尔切，但阿爾托貝利觉得曼森是来找他的。这与检察官文森特·布格里奥西后来的发现是一致的，以前曼森显然在梅尔切离开后来过这里。
阿爾托貝利通过内屏门告诉曼森，梅尔切已经搬到马里布。他谎称他不知道梅尔切的新地址。在回答曼森的问题时，阿爾托貝利说他在娱乐圈工作，尽管，他头一年在威爾森家里遇见过曼森，他确定曼森是知道的。当时在威爾森家里，阿爾托貝利还温和的赞称过威尔森演奏的曼森创作的一些音乐。
当阿爾托貝利对曼森说，他第二天要离开这里去另一个国家时，曼森说他希望他回来之后能马上跟他说话。阿爾托貝利又谎称他至少要去一年。为了回应阿爾托貝利的直接的问题，曼森解释道他被那个主宅的男人转移注意力到了客宅。阿爾托貝利传达了请曼森不要打扰他的居住者的意愿。
曼森走了。当第二天阿爾托貝利与莎朗·蒂飞去罗马的时候，莎朗·蒂问他“那个令人毛骨悚然的家伙”是否前一天已经回到客宅。

## 连环杀人案

### 克劳（Crowe）枪杀案
1969年3月18日，特里·梅尔切为了听曼森和他的女信徒唱歌而到访斯班农场。在那之后不久，梅尔切安排了一次后续来访，这一次他带去了一个拥有移动录音设备的朋友。
在6月，曼森告诉家族成员他们可能如何启动给黑人的“Helter Skelter”计划。曼森告诉沃森，他急于获得金钱来准备家族的暴动。沃森于是向一个毒贩伯纳德·“洛特萨帕巴”·克劳（Bernard "Lotsapoppa" Crowe）索取金钱。克劳威脅沃森要除去斯班农场里的每个人。而曼森给他的回答是，1969年7月1日克劳被射杀在他在好莱坞的公寓里。

### 辛曼（Hinman）谋杀案
由于曼森以为他的熟人辛曼继承了一笔财产，所以他在1969年7月25日打发鲍比·博索莱伊（Bobby Beausoleil）、玛丽·布伦纳和苏珊·阿特金斯（Susan Atkins）去辛曼家要钱。辛曼拒絕，因此三人将他关押了两天，期间曼森出现過一次，并用一把剑削去他的耳朵。之后，博索莱伊依曼森的吩咐将辛曼刺死。在离开其住所前，博索莱伊用辛曼的血在墙上写上“政治猪猡”的字眼，又画了一个代表黑豹标志的豹爪。
在1981年以及1998－99年的杂志采访中，博索莱伊称他找辛曼是为了收回之前辛曼吸毒所欠下的钱；他同时称布伦纳和阿特金斯并不知其目的而只是去拜访辛曼。另外一方面，阿特金斯在她1977年发表的自传中称曼森直接告诉他们三人去辛曼家去找他要钱，曼森当时认为辛曼得到了一笔2萬1000美元的遗产。她还说曼森在那两天前曾私下跟她说如果她想做一些“重要的事情”，他可以去杀掉辛曼，然后把他的钱拿过来。

### 莎朗·蒂谋杀案
博索莱伊在1969年8月6日被逮捕，在他驾驶辛曼的车时被抓获后。警方在轮胎处发现了作案工具。两天之后，曼森告诉在斯班农场的家族成员们，“现在是实施计划的时候了。”
8月8日晚上，曼森指使沃森带着阿特金斯、琳达·卡萨比安（Linda Kasabian）以及帕特里夏·克伦温卡（Patricia Krenwinkel）“去那所房子，并且毁灭里面的所有人，以你们能做到的最可怕的方式。”他告诉女成员去做沃森指导她们做的。克伦温卡是家族的早期成员之一，被威爾森顺道拉入伙。那所房子当时的租赁者们无一例外的与家族成员素不相识。
导演波兰斯基的妻子，怀有八个月身孕的女演员莎朗·蒂；她的朋友并且也是前男友，著名发型师杰伊·塞布林（Jay Sebring）；波兰斯基的好友，志向远大的编剧沃伊切赫·弗里科夫斯基（Wojciech Frykowski）；以及弗里考斯基的妻子，福尔杰（Folger）咖啡店的女主人阿比盖尔·福尔杰（Abigail Folger）。
1969年8月9日晚上，在好莱坞北面山谷中的一幢别墅里正在举行一个小小的家庭派对。屋主人是莎朗·蒂，為著名电影导演罗曼·波兰斯基的妻子。那天波兰斯基在欧洲拍电影，而已有8个月身孕的莎朗找了几个好朋友来家里聊天。谁也没有想到一场灾难就此降临到他们头上。
第二天早上，洛杉矶警察局接到凶杀报警。当警察来到波兰斯基家中时，被眼前的景象嚇得目瞪口呆。屋里共有四个人倒在血泊中，都是被乱刀刺死的，最惨的一人身上一共有51处刀伤。莎朗身中16刀，连同肚里的孩子一起死于失血过多。屋子外面的一辆车里还有一个青年被手枪打死在驾驶座上。
仔细搜查后还发现，屋子里几乎没有丢失任何东西，里屋的门上有凶手留下的一个词语“猪”（PIG），是阿特金斯用捆绑弗里考斯基双手的毛巾沾着莎朗·蒂的血写成的。这是因为早些时候，当犯罪者离开农场出发行凶时，曼森曾指示她们“留下一些让人迷惑的标语”。接著，罪犯们在房间里换掉带血的衣服，将它们和作案凶器一起埋在山里。据沃森回忆，莎朗·蒂恳求他们让她活到生下孩子，甚至将自己作为人质以保全未出生的孩子。沃森，或者阿特金斯，又或者是他们两人共同，杀害了莎朗·蒂，捅了她16刀。在莎朗·蒂临死的时候，她呻吟着“妈妈......妈妈......”。

### 拉比安卡（LaBianca）谋杀案
莎朗·蒂谋杀案发生的当天，四名罪犯又带着另外两人莱斯利·范·侯登（Leslie Van Houten）和史蒂夫·“克莱姆”·格罗甘（Steve "Clem" Grogan），遵从曼森的吩咐，“向她们展示怎样做”。几小时后，这六人到达了在离莎朗·蒂家几十公里之外超市经理里歐·拉比安卡和他的妻子羅絲瑪莉的家，将两人乱刀刺死。之后六个凶手甚至还故意留下了一把插在男主人咽喉里的餐刀。不过凶手这次显然更从容，他们用被害人的血写下了三行字：“猪猡们去死吧”。几个小时後，警方发现了被害人的尸体。

## 审判

### 调查
1969年8月9日，莎朗·蒂谋杀案成为了一件新闻。波兰斯基的女管家温妮弗莱德·查普曼（Winifred Chapman）那个早上来工作的时候发现了这个谋杀的场景。8月10日，洛杉矶县治安部门的曾经审判过辛曼案件的侦探们，通知了洛杉矶政府部门侦探以确定莎朗·蒂案在辛曼屋里的血书。而与莎朗·蒂谋杀案有关的一系列毒品交易，调查组织则忽略了这个细节和其它的犯罪活动中的相同之处。莎朗·蒂案的验尸已经开始（正在进行），但拉比安卡的尸体当时还没有找到。
当时正在驾驶的枪击案受害者史蒂芬·帕伦特（Steven Parent）是威廉·加勒森（William Garretson）的一个朋友，正住在客房。加勒森是鲁迪·阿尔托贝利雇佣的一个年轻人，以便在他离开的时候照看他的财产。当谋杀者到来的时候，帕伦特已经驱车离开切洛德莱夫（Cielo Drive）。拜访过加勒森之后，作为莎朗·蒂一案被怀疑的对象，加勒森告诉警察在谋杀当晚他什么也没有听到或看到。1969年8月11日，加勒森在通过一个测谎仪的测试，显示其并没有卷入谋杀之后获释。几十年后再次接受采访，加勒森表示事实上他目击了谋杀案的一个部分，正如一个测试所暗示的。（见后文）
8月10日晚10点半，拉比安卡犯罪现场被发现，大约在谋杀发生的19个小时之后。罗斯玛丽（Rosemary）与他前夫的儿子，也就是莱诺（Leno）的继子——15岁的弗兰克·斯特卢瑟（Frank Struther）刚从一个露营旅行回来，被房子外面的情况所烦扰，他打电话给他的姐姐和姐姐的男朋友。姐姐的男友乔·多尔根（Joe Dorgan），陪着年幼的斯特卢瑟进入后房子发现了莱诺的尸体，而罗斯玛丽的尸体随后也在警察的调查下被找到。1969年8月12日，洛杉矶政府告知新闻界，这个发现排除了莎朗·蒂－拉比安卡谋杀案之间有任何联系的可能。8月16日，郡长（郡法官）办公室搜查了斯班牧场并以“汽车偷窃团伙主要嫌疑人”的名义逮捕了包括曼森在内的26人，该团伙偷窃了大众轿车并隐秘销赃。尽管武器被没收了，但因为搜查令被弄错了所以不久之后该团伙便获释了。负责拉比安卡案的侦探几乎都比莎朗·蒂案调查组的成员年轻。在8月末的一个报道中，在所有的领导都已经离开了的情况下，他们发现了拉比安卡屋血书与“歌手组合披头士的新专辑”之间的一个可能的联系。

### 突破
仍旧与莎朗·蒂案调查成员分头行动，10月中旬拉比安卡案的调查成员检查了郡长办公室以寻找可能相似的案件。他们了解到了辛曼案。同时他们也了解到辛曼案中的探员曾与博索莱伊的女朋友吉蒂·卢特辛格（Kitty Lutesinger）有过交谈。不久之前她与曼森家族的成员曾一起被逮捕过。
他们在一个牧场被抓，当时家族成员搬去那个牧场并从此离开了当局监管者的视线，成员们一直为在“死谷”中找一个藏身之所。一个由国家公园的护林员，加利佛利亚高速公路的巡查员，伊尼欧（Inyo）郡长办公室的官员，联邦、州、郡政府人事部门等构成起来的权力组织，搜查了迈尔丝和巴克的牧场。跟随家族成员在烧毁一个属于国家纪念馆的推土机时无意留下的线索，搜查者们发现了偷来的销赃交易和其它的汽车并逮捕了曼森在内的24人。躲在巴克家中浴室水槽下储藏柜中的曼森是被一位高速公路巡逻员发现的。
在探员们与卢特辛格谈话一周后，拉比安卡案的侦探们与一帮摩托（偷窃）团伙的成员进行了接触，她告诉他们曼森曾尝试以他保镖的身份入伍，当家族正在斯班牧场时。而当帮派成员正在提供能够显示曼森与谋杀案之间的联系的信息时，阿特金斯的一位室友将家族涉案的信息提供给了洛杉矶警察局。作为在巴克被捕的一员，阿特金斯向郡长办公室的探员承认她曾如卢特辛格所说卷入过辛曼谋杀案，之后被列入该案。搬去西比尔（Sybil）机构（洛杉矶的一个拘留中心），她与同铺位的罗米·霍华德（Romie Howard）和弗吉尼亚·格兰厄姆（Virginia Granham）进行了交谈，并像她们描述了她所经历的事件。

### 逮捕
1969年12月1日，基于以上信息及资料，洛杉矶警察局宣布逮捕莎朗·蒂案中的沃森、克伦温卡及查收卡萨比安的有关文件。拉比安卡谋杀案中的有关嫌疑人都被提及，而已入狱的曼森和阿特金斯却丝毫没有被涉及。至于同样在“死谷”被捕的范·侯登与拉比安卡案的关系还没有得到证实。
很久之前，实物证据如洛杉矶警察局在切洛德莱夫收集的克伦温卡和沃森的指纹，在公众揭示的新证据之下得到了加强。1969年9月1日，一支独特的沃森曾用于射杀帕伦特、塞布林和弗里考斯基的22口径高标准“邦特兰特别版”（Buntline Specal）左轮手枪被史蒂芬·魏斯（Steven Weiss）找到并交给了警察。史蒂芬·魏斯是一个十岁的孩子，住在莎朗·蒂住宅附近。在九月中旬，当LA时代杂志根据阿特金斯提供给律师的信息发表了该案件的有关描述，魏斯的父亲打了几个电话并最终促使洛杉矶警察局决定将魏斯所发现的枪支列入证据清单，并通过枪支测试将该证据和谋杀案联系在了一起。基于相同的报纸描述，当地一个电视台的全体工作人员迅速找到了一件被莎朗·蒂谋杀者扔掉的血衣。一把刀在莎朗·蒂的休息室中的椅子坐垫下被发现，后经证实是阿特金斯的，她在案发当时丢失了她的刀。

### 审判
审判开始于1970年6月15日。起诉方的主要目击者是卡萨比安，她和曼森、克伦温卡、阿特金斯一起因七宗谋杀和一宗阴谋而被控告。她并没有参与本次谋杀案，她用描述案发当晚细节的证词交换了免受起诉的权力。起初，阿特金斯与检察官签订了一个协议，只要阿特金斯保证起诉书的绝对可靠，检察官同意赦免她的死罪。一旦阿特金斯否认了证词，他们之间的协议便失效了。因为范·侯登只参与了拉比安卡案，她只被控告犯有两起谋杀和一宗阴谋案。一开始，威廉·基恩（William Keene）法官勉强同意曼森自我辩护，但因为曼森的行为和审前动机，该许可也在审批开始之前失效了。曼森填写了一份不利于基恩的书面陈述，后来基恩被查尔斯·H·欧尔德（Charles H.Older）法官所代替。6月24日，星期五，审判的第一天，曼森出现在法庭上，他的额头上有一个X型的疤。他宣称他被认为“无力为自己辩护，并已经自己将自己判出了这个世界。”在接下来的一周里，许多女被告复制他的行为，在自己的额头上刻上了X标记，家族中的成员们也在两天之内也纷纷效仿。
该审判是导致了Helter Skelter开始的动机。犯罪现场的血淋淋的白色唱片所代表的——猪、反抗、Helter都在证词中，关于曼森预言Helter一开始犯下的谋杀黑人的罪行有牵涉到墙上的用受害人的血书写“PIG”字样。曼森曾经说过“现在是Helter Skelter的时代”已作为卡萨比安证词的补充。证词说，在拉比安卡谋杀案当晚，曼森曾考虑过将拉比安卡的钱包扔在一个黑人邻居居住的街道上。在拉比安卡家得到钱包的时候，他想让一个黑人捡到它并使用钱包里的信用卡，由此人们和某些机构便会认为这是一些有组织的黑人团伙实施了这起谋杀案。在曼森的指示之下，卡萨比安将钱包藏在了一个黑人活动的公共场所的女洗手间里。“我甚至想告诉那些黑人怎么做。”与家族成员驾车离开拉比安卡的房子时曼森如此说到。

### 审判中断
审判其间，曼森的家族成员在法院大楼的入口和走廊上游荡。为了让他们远离法庭，检察官传唤他们作为潜在的目击证人。使得他们在其他人作证时无权进入法庭。家族成员们组织起了夜里在人行道上的值班，一些成员带着带鞘的猎刀，虽然在当时的观念来说是合法的。每一个成员都刻有X作识别标记。一些成员试图组织目击者作证，原告证人保罗·沃特金斯（Paul Watkins）和胡安·弗林（Juan Flynn）都受到了威胁，沃特金斯在他的车里遭受了可疑的火灾。从前的家族成员芭芭拉·霍伊特（Barbara Hoyt）无意中听到阿特金斯向家族成员露丝·安·摩尔豪斯（Ruth Ann Moorehouse）描述莎朗·蒂谋杀案，霍伊特后来与摩尔豪斯去了夏威夷，在夏威夷，摩尔豪斯给她吃了一个掺有一定剂量LSD的汉堡包。霍伊特在火鲁努努的一个戒毒中心被发现，四肢摊开，处于吸毒后的半昏迷状态。霍伊特被带到了医院，在医院她竭尽全力确保自己能够成为莎朗·蒂－拉比安卡谋杀案的一名证人。在遭遇这次事件后，她不再坚持之前的沉默了。
8月4日，不顾法庭采取的预防措施，曼森出示了一篇出现在LA时代杂志头版的文章，标题为“判曼森有罪震惊了尼克松”。该标题引用了美国总统尼克松之前的关于媒体美化曼森的一篇声明。在欧尔德法官的严厉施压之下，陪审员们声称该标题并不能影响他们的审判，但是第二天，女证人们都站起并一致宣称在尼克松的光辉言论之下，没有必要再进行审判了。10月5日，曼森要求向其辩护律师拒绝了交叉审查的原告证人提问，但被法庭拒绝。曼森尝试跳过防护的桌子袭击法官。被法警制服在地后，他与后来起立一起吟唱拉丁文的女被告们一起被带离了法庭。之后，欧尔德法官据说总是在他的长袍下藏着一把左轮手枪。

### 停止辩护
11月16日，检察官喊停了这起案件。三天后，在关于被忽视的动机的争论之后，辩护在没有单独传唤任何一个证人的情况下终止，也使得法庭震惊。阿特金斯、克伦温卡和范·侯登表示了他们的不满，并强烈要求作证。
在密室里，妇女们的律师告诉法官她们的代理人，想证明他们谋划并对这个罪犯进行了谋杀，但曼森并没有牵涉其中。在休庭期间，辩方律师竭力阻止原告的行动，范·侯登的律师罗纳德·休斯（Ronald Hughes），强烈表示他不会把当事人拒之门外。在检查方的观点中，正是曼森建议女人采用这种方式来自卫。从一份1987的文献中引例后，克伦温卡说，“整个过程都只是查理（Charlie，指曼森）创作的剧情而已”。第二天曼森自首了。以免他作出牵连同犯的陈述，违反了加利佛利亚最高法院在People v. Aranda中作出的判决。陪审团离开了审判庭，讲述了长达一个多小时后，曼森说，在其它的东西中，音乐告诉年轻人起来反抗这个制度。曼森说“为什么要把它归咎于我，这个音乐不是我创作的，坦白地说”，他也声明“我甚至都回忆不起这句‘拿起武器，换上衣服，做Tex说的事情’。”
随着主审过程的结束，最终辩护的来临，律师罗纳德·休斯在一个周末旅行中消失了。当麦克斯韦·基思（Maxwell Keith）被任命在休斯缺席的情况下代表范·侯登出席时，审判被推迟了两个多星期以便基思能够熟悉冗长的审判卷宗。圣诞节前，审判一开始，被辩方打断的检方的最后陈述导致欧尔德法官禁止这四个被告进入审判庭，因为这个罪恶局面的提醒，欧尔德说很明显被告相互之间谋和，现在仅仅是在表演作秀。

### 定罪

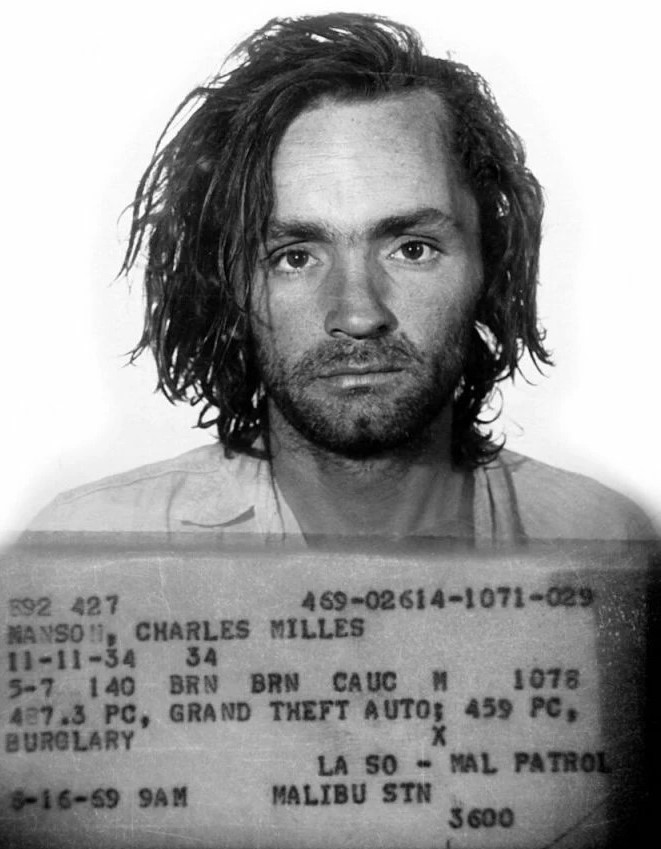
1971年的查爾斯·曼森

1971年1月15日，陪审团对4名被告的宣布了27条罪行。审判开始不久，陪审员发现曼森的表现是蓄谋已久的。阿特金斯、克伦温卡和范·侯登在法庭上说辛曼谋杀案只不过为了避开鲍比·博索莱伊杀人的嫌疑。这一计划是卡萨比安（博索莱伊的追慕者）想出并指导家族成员执行的。
在审判中期，曼森剃了个光头。他对媒体表示：“我是罪犯，而罪犯一般情况下都是光头。”在一次姗姗来迟的认罪中，曼森的追随者们只承认了曼森的领导。她们执意也要剃成光头，直到陪审团表示将重新考虑死刑的判决。
曼森的追随者们让曼森免罪的努力最后以失败告终。1971年3月29日，陪审团对四名被告作出裁决。1971年4月19日，欧尔德法官对四人判处了死刑。就在判决下发的当日，有人在文图拉县（Ventura）发现了罗纳德·休斯的尸体，那时尸体已经腐烂。传言说休斯也为曼森家族所杀害。这并没得到证实，他也有可能死于一场洪水。不过家族成员桑德拉·古德（Sandra Good）则表示休斯只是“家族报复行动的第一名牺牲者”。

## 余波未了
由于曼森在被捕一月前移居到了德克萨斯州的老家，引渡导致了审讯被延迟，且曼森单独受审。在审讯于1971年8月开始，到十月份的时候，他被控告有七项谋杀罪和一项阴谋罪。和其他人不同的是，曼森以精神病为由为自己提出辩护。检查官文森特·布格里奥西为曼森精神错乱的理由进行了短期调查。和他的同谋者一样，曼森被判处死刑。在1972年2月，由于加利福尼亚州最高法院在该州废除死刑，曼森的死刑便自动更改为终生监禁。在他回监狱后，曼森那华丽而嬉皮的言辞并没有被接受。尽管后来他被雅利安兄弟会临时接受，但是他只是扮演一个接受组织成员性侵犯的角色。

### 谢伊（Shea）谋杀案
在1971年的审判后，曼森杀害了加里·辛曼（Gary Hinman）及唐纳德·“矮个子”·谢伊（Donald "Shorty" Shea）的谋杀罪名成立，并被判处终身监禁。谢伊是斯班农场的一个特技表演者和牧马者，他在1969年8月16日突袭后大概十天后被杀害了。曼森怀疑谢伊在那次突袭中暗中帮助了当局，而且白人谢伊娶了一个黑人妻子，曼森认为这是一种罪过，加上谢伊很可能知道莎朗·蒂谋杀案的详细内情，所以曼森将他杀害了。在几次分开的审判中，曼森家族成员布鲁斯·戴维斯（Bruce Davis）和史蒂夫·“克莱姆”·格罗甘也与谢伊的谋杀案有关。
在曼森的审讯下结论之前，《洛杉矶时报》的一位记者报道曼森的母亲已经再婚，现在住在太平洋西北部。他的母亲凯瑟琳·马多克斯称他的儿子在童年的时候没有被忽视，她甚至说他是被他周围的所有女人娇惯着的。
1977年，当局得到了谢伊遗体的确切位置，而这与曼森家族一直宣称的“谢伊已经被分尸并埋在几个地方”的供词相忤。史蒂夫·格罗甘与当时处理这个案子的检察官联系，说谢伊的尸体在一个地方。他画了一张地图并精确指出了尸体的方位，这使得谢伊的遗体重见天日。而史蒂夫·格罗甘于1985年成为曼森家族杀人案中第一个被假释的犯人。截止到2014年，他也是唯一一个。

### 仍然活跃着的曼森家族
1975年9月5日，由于“唧唧叫”丽奈特·弗洛姆试图刺杀美国总统福特，曼森家族迅速引起了全国上下的关注。当曼森被监禁在福尔瑟姆州立监狱时，他的跟随者桑德拉·古德搬到了萨克拉曼多州以接近曼森。在这里她策划了刺杀美国总统的阴谋。而随后展开的对弗洛姆、古德和曼森家族的一个新成员共住的公寓的搜查，以及后续的针对古德的一系列行动都导致古德等人更坚定地散播带有威胁性的邮件，并且通过州与州之间的商业交流传播恐吓威胁。最终弗洛姆被判了15年有期徒刑，成为第一个由“美国法典”第84章第18条，即关于企图刺杀美国总统的联邦罪，而被判刑的人。

### 采访
在20世纪80年代，曼森接受了四次非常著名的采访。
第一次是在加州医院（California Medical Facility）中，并于1981年6月13日在美国全国广播公司旗下由汤姆·斯奈德主持的《明日秀》（The Tomorrow Show）节目中播出。
第二次是在圣昆丁州立监狱，并在1986年3月7日在查理·罗斯（Charlie Rose）主持的节目CBS News Nightwatch中播出。这次访谈获得了1987年艾美奖“最佳访谈”的奖项。杰拉尔多·里韦拉（Geraldo Rivera）在1988年进行了最后一次采访。最早在斯奈德采访时，曼森便已将前额刻上了纳粹党的卍字标志。而在审讯期间，那儿刻着的是一个X标志。
1989年，尼古拉斯·施雷克（Nikolas Schreck）采访了曼森，并将材料整理后放进他的纪录片《巨星查尔斯曼森》中。施雷克认为曼森并没有精神失常，他的所作所为只是出于极度的沮丧。
1984年9月25日，关押在瓦卡维尔加州医疗中心的曼森，被一个囚犯泼了涂料稀释剂并且给点燃了。另一个囚犯詹·霍姆斯特姆（Jan Holmstrom）解释说，曼森曾对那名囚犯的哈瑞奎斯颂歌表示反感，并口头威胁了他。尽管曼森的全身超过20％是二度和三度烧伤，但是他还是恢复过来了。
1987年12月，由于企图刺杀总统而仍在服刑的弗洛姆听到传闻说曼森得了癌症，立即从西弗吉尼亚州联邦监狱越狱，试图接近曼森。过后不久她又被逮捕了。她于2009年8月14日被联邦医疗中心（Federal Medical Center）假释。

### 后续事件
凯瑟琳·夏尔（Catherine Share），曼森曾经的追随者，在1994年与曼森案的检查官文森特·布格里奥西的一次谈话时表示，自己在曼森审讯定罪阶段的证词是在曼森的明确指示下伪造的，目的是为了帮助他脱罪。夏尔的证词引进了叠影谋杀案的电影故事，这与其他三名女被告的证词吻合，根据她的证词，莎朗·蒂－拉比安卡谋杀案是琳达·卡萨比安的主意。1997年在小报电视Hard Copy的片段中，夏尔暗示自己的证词是在曼森威胁要对自己进行身体伤害的情形下给出的。1971年8月，在曼森的审讯和量刑结束后，夏尔参加了在加利福尼亚州零售商店的暴力抢劫行动，目的是获得武器以救出曼森。
1996年1月，一个叫乔治·斯廷森（George Stimson）当代的曼森追随者在桑德拉·古德的帮助下创建了一个曼森家族的网页。古德因为造成死亡威胁被判处了15年监禁，在服刑10年之后，于1985年被释放出狱。那个地址为ATWA.com曼森家族的网页也在2001年被关闭。
在1998－99年接受Seconds magazine的采访中，鲍比·博索莱伊驳回了曼森指使他去杀加里·辛曼的说法。他说曼森确实去了辛曼的住所并且用一把剑猛砍他。在1981年接受Oui magazine的采访时，他却是否认这一点的。用博索莱伊的话说，当他在报纸上看到莎朗·蒂谋杀案的时候，“在那个时候我还不是很确定，真的，我对这个案子是谁做的一无所知，直到曼森组织成员为此被捕。一个念头在我的脑海里闪了一下，我也许有了预感，杀戮可能跟他们有关…”而在面对Oui magazine的采访时，他却说“当莎朗·蒂－拉比安卡谋杀案发生的时候，我已经知道是谁干的了，我相当地肯定。”
切洛德莱夫（Cielo Drive）曾经的青年看门人威廉·加勒森（William Garretson）在1999年7月E!电台播放的节目中指出，事实上从他所在宾馆的位置，他听到并且看到了莎朗·蒂谋杀案的一部分。这与加勒森在1969年8月10号接受测谎仪测试得到的非官方的结果一致，正是这个结果有力地排除了他的嫌疑。负责进行测试洛杉矶警察局警员总结加勒森在对犯罪的参与上是清白的，但对于他所说的听到了什么却是模糊的。加勒森没有解释为什么他在叙述自己对这件事情的了解时有所保留。
苏珊·阿特金斯在2008年年初宣布患有脑瘤，一份基于她健康状况的保外就医的申请在同年9月被驳回，她在09年9月2第18次也是最后一次被拒绝假释。22天后，在加州中部的乔奇拉（Chowchilla）女子监狱，阿特金斯由于自然因素死亡。
2007年9月5日，MSNBC播出了“Mind of Manson”，这是1987年在加州圣昆丁监狱采访的完整版本。影片中“不羁的，不愿道歉的，不守规矩的”曼森的镜头被认为是“如此的难以置信”，其中只有7分钟最初为了今日秀（The Today Show）录制的曾在节目中播出过。
在探索频道2008年1月的节目Most Evil片段中，芭芭拉·霍伊特说自己为了避免在曼森受审阶段作证而陪露丝·安·摩尔豪斯去夏威夷是错误的。霍伊特说自己跟曼森家族合作是为了设法不让他们杀害自己的家人，她表示，在曼森受审期间，自己不断地被这样威胁：你的家人会被杀死，凶杀案可能会在你家里上演。
美联社在2008年3月15号报道说法院的调查者上个月对巴克农场的人体遗骸进行了搜索。接着就有长时间的传言说曼森家族在巴克的时候杀了那些进入他们势力范围的旅行者和逃亡者，调查者表示，“两个可能的秘密墓穴已经被发现……还发现了一个额外的地点，真相还有待进一步调查。”尽管他们建议进行挖掘，但据CNN在3月28日的报道，伊尼欧县的警长对他们用搜查犬调查的方法表示质疑，下令在挖掘之前必须进行附加测试。5月9日，在由于检测设备的损坏造成的延误之后，那名警长宣布检测结果显示是不确定的，将在5月20号开始试探性挖掘。在此期间，德克斯·沃森（Tex Watson）公开发表评论说莎朗·蒂－拉比安卡谋杀案发生之后，他在那个荒凉的营地待的一个半月时间里没有人被杀害。5月21日，经过两天的工作，那名警长结束了搜索行动，四个可能的墓穴都被发掘了，里面没有人体遗骸。

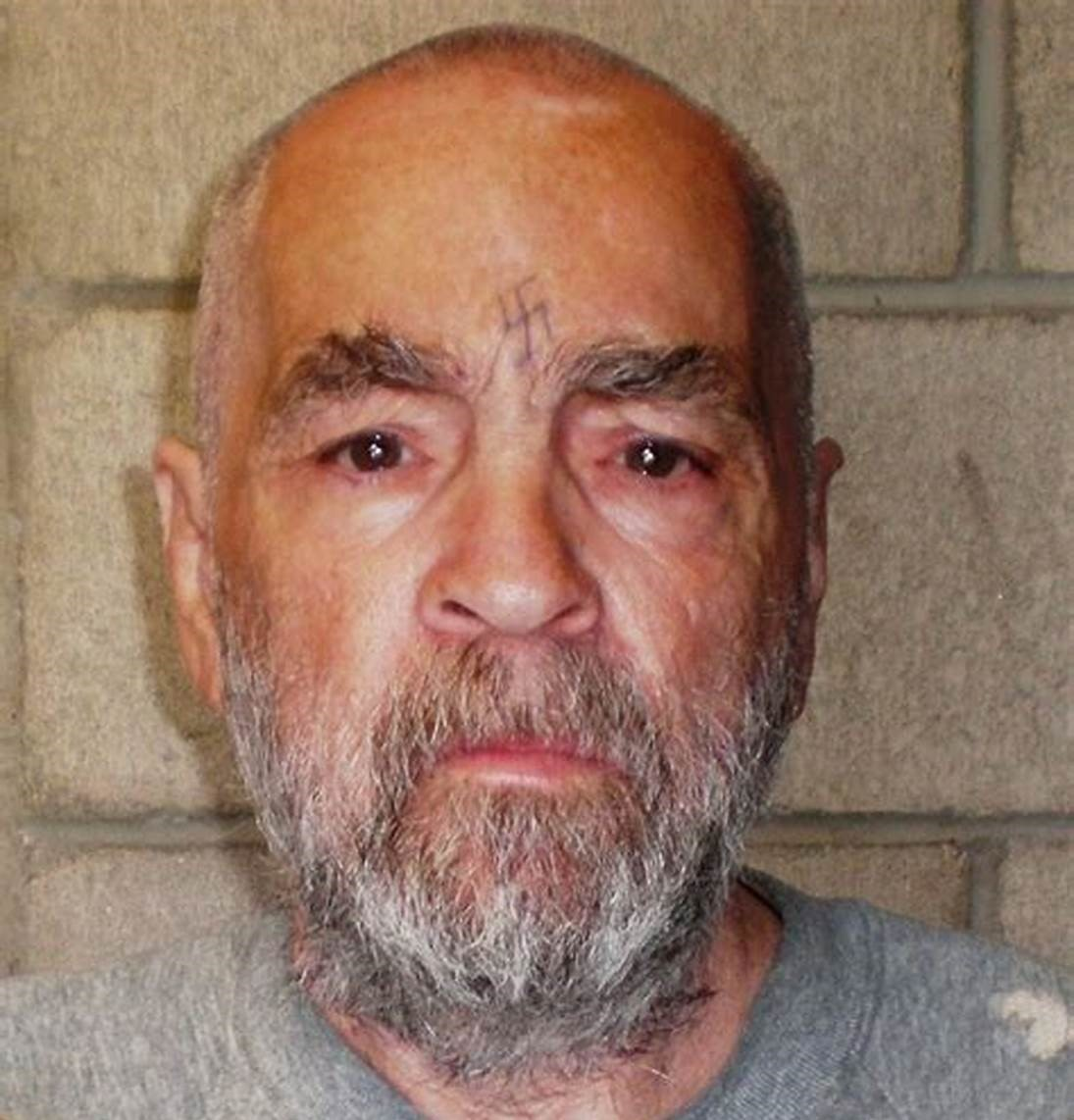
曼森，74歳，2009年3月

2009年3月，加州改造官员向公众公布了一张74岁的曼森照片，照片上的曼森头发显得日渐稀少，胡子和头发也都已经灰白，但是前额上的纳粹十字记号纹身依旧突出。
历史频道于2009年9月在杀戮的40周年纪念日上播放了一部记录曼森家族活动和谋杀案的文献片。节目中包含了一个对琳达·卡萨比安的深度采访，这是她自1989在一家美国电视新闻杂志A Current Affair上露面后的首次公开讲话。对文森特·布格里奥西、凯瑟琳·夏尔，还有莎朗·蒂的妹妹黛布拉·蒂的采访也包括在内。
2009年7月，莎朗·蒂－拉比安卡谋杀案40周年纪念日快要到来的时候，洛杉矶杂志刊登了《口述历史》，在文中，之前的曼森家族成员，执法机关官员，以及其他与曼森有关的人员，那些抓捕人们，审查人员都提供了对于这件事情的回忆和感想，这使得曼森声名狼藉。在这篇文章里，与曼森和曼森家族有关系的斯班农场的工作者胡安·弗林如是说：“查尔斯·曼森总是从每一件事情中脱身。人们会说，他在监狱中服刑，然而，他恰好去了他想去的地方。”

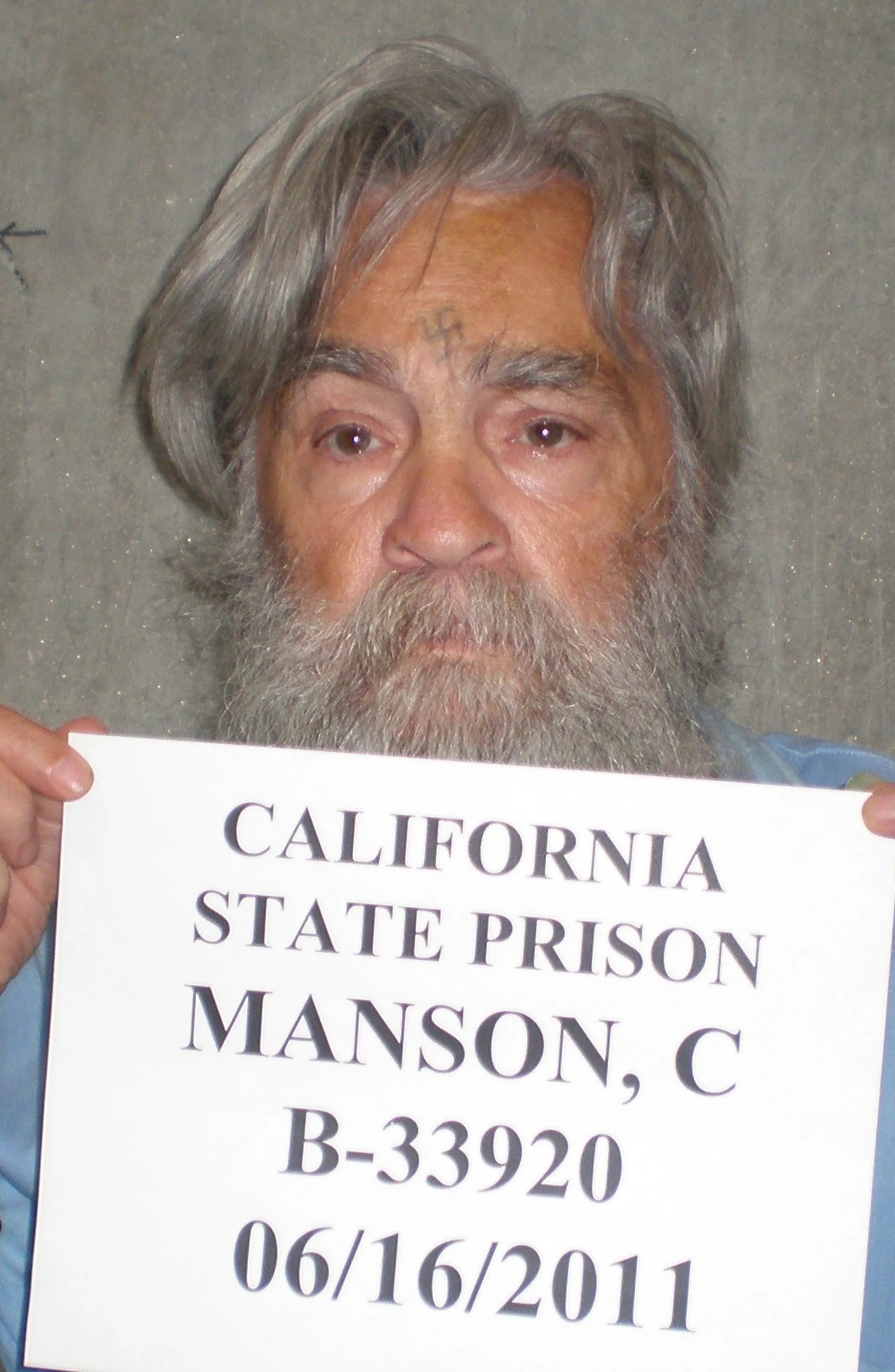
曼森，76歳，2011年6月

2009年11月，一个叫马修·罗伯茨（Matthew Roberts）的洛杉矶流行音乐节目主持人兼歌曲作家公布了一些生物学的和其他的证据，表明他的生父就是曼森。罗伯茨的生母声称自己曾是曼森家族的成员，但在遭到曼森强暴之后，于1967年夏天离开了该组织。她回到父母家里，在1968年3月22日完成了分娩，随后就让罗伯茨被收养了。曼森自己说他可能是孩子的父亲，并且承认在1967年与孩子的生母发生了性关系，这是在家族开始杀戮的近两年前。
洛杉矶时报在2010年报道说曼森在2009年的时候带着一部手机，并且用它联系了加利福尼亚、新泽西、佛罗里达和不列颠哥伦比亚的一些人。加州罪犯改造所的发言人表示，曼森是否将该手机用于犯罪目的不得而知。

### 假释听证会
California v. Anderson（即1972年颁布的废除了加州现有的死刑的决议）中的一处脚注表明“现在被判处死刑的任何囚犯...可以向高级法院提交人身保护状的请愿书，请求法院修改判决并为那些被判处死刑的人提供从终生监禁或者剥夺法规中详细规定的假释权利的终生监禁中二选一的合适的处罚。”
这使得曼森在七年的监禁之后有资格申请假释。他的第一次假释听证会在1978年举行，到2007年3月23日，他第11次被拒绝假释。曼森将有资格在2012年再次申请假释，他的加州罪犯改造所和科卡伦（Corcoran）州立监狱改造编号是B33920。

## 患病和去世
2017年1月1日，曼森在科卡倫的加利福尼亞州監獄遭受胃腸出血之苦，當時他被送往貝克斯菲爾德（Bakersfield）市中心的Mercy醫院。一位消息人士告訴《洛杉磯時報》說曼森病情嚴重，而《TMZ》報導說曼森的醫生認為他「太虛弱」而無法接受手術。他在1月6日被送回監獄；沒有透露他得到任何治療。
2017年11月15日，一個未經授權的消息說懲教署的代表證實曼森已經返回貝克斯菲爾德的一間醫院。根據聯邦和州的醫療隱私法，加利福尼亞州的矯正與康復部沒有證實這一點。他在他83歲生日的一個星期後，即是11月19日，在醫院自然死亡。

## 曼森的文化影响

### 唱片
在1970年3月6日，也就是法院取消曼森作为自己的辩护人这一职务的这一天，曼森的新音乐专辑《LIE》发布了。这张专辑包括了“Cease to Exist”，由曼森谱曲，海滩男孩收录了这首歌，修改了歌词并且给它取名为“Never Learn Not to Love”。在接下去的几个月里面，这张专辑录制的2000张仅仅只卖出去了300张。
从那时候起，就陆续有一些曼森唱片发布出来——既有音乐剧也有歌曲。在曼森和其他家族成员被逮捕后，《The Family Jams》就收录了由曼森家族在1970年录制的曼森两张唱片。吉他乐和主歌部分由史蒂夫·格罗甘演奏；副歌部分则由丽奈特·弗洛姆、桑德拉·古德、凯瑟琳·夏尔和其他人演唱。《One Mind》，一张包括音乐、诗歌和语录的专辑也2005年4月授权发行。
美国摇滚乐队枪与玫瑰录制了曼森的“Look at Your Game, Girl”这首歌并加入到他们1993年發行的专辑《"The Spaghetti Incident?"》中。玛丽莲·曼森的专辑《Portrait of an American Family》中，“My Monkey,”这首歌的歌词也部分来自于曼森的专辑“LIE”中的“Mechanical Man”，玛丽莲·曼森也收录了好莱坞“In the Shadow of the Valley of Death”专辑中的歌曲“Sick City”。基斯賓·高化在他1989年发布的专辑《The Big Problem ≠ The Solution. The Solution = Let It Be》中也收录了歌曲“Never Say 'Never' To Always”。
包括“I'm Scratching Peace Symbols on Your Tombstone”（又名“First They Made Me Sleep in the Closet”）、“Garbage Dump”，以及“I Can't Remember When”等在内的他的几首歌被用在了1976年的电视电影《Helter Skelter》中，由在电影中扮演曼森的史蒂夫·雷爾斯巴克演唱。
当时有传言说，曼森在1965年末去顽童合唱团试音却被拒绝了。不过曼森那时候仍然被监禁在麦克尼尔岛，因此传言也不攻自破。

### 文化上的反响
在莎朗·蒂－拉比安卡谋杀案几个月内，曼森成为了60年代反主流文化的地下杂志所大肆宣传的对象。当一位滚石（Rolling Stone）的作家为了1970年7月的一个封面故事去拜访洛杉矶联邦地方检察官的办公室时，也对“Healter [sic] Skelter”这么一幅相片会把曼森与流行文化联系起来感到十分震惊。
一直以来，曼森都不时出现在时装、绘画、音乐和电影以及电视和舞台上。在1994年版本的纪实小说《Helter Skelter》的后记中，检察官文森特·布格里奥西引用了一位BBC职工的结论：在欧洲的“新曼森文化”正在兴起，大约70支摇滚乐队都在表演曼森的和“支持他”的歌曲便是最有力的说明。
曼森的一个流行音乐的样本的参考资料是碱性三重奏（Alkaline Trio）的“Sadie,”这首歌用到了“Sadie G,”、“Ms. Susan A,”及“Charlie's broken .22”等这些词组。“Sadie Mae Glutz”（莎蒂·梅·格鲁茨）是曼森杀人家族的成员之一苏珊·阿特金斯闻名于世的名字。正如先前所提到，德克斯·沃森用来攻击沃伊切赫·弗里考斯基的左轮手枪是22口径的。“Sadie's”这首歌的歌词也来自审讯过程中阿特金斯的证词。
曼森甚至已经影响到了音乐家的取名，比如斯班农场（Spahn Ranch）、卡萨比安（Kasabian）和玛丽莲·曼森（Marilyn Manson），最后一个人的名字是“Charles Manson”（查尔斯·曼森）和“Marilyn Monroe”（玛丽莲·梦露）的组合。
曼森家族的故事也促使约翰·莫兰（John Moran）的歌剧“The Manson Family”（曼森家族）和斯蒂芬·桑德海姆（Stephen Sondheim）的音乐剧“Assassins”的形成，后者甚至邀请了丽奈特·弗洛姆表演。
这个故事已经成了好几部电影的主题，包括两部由电影《Helter Skelter》改编的电视剧。在南方公园的“Merry Christmas Charlie Manson”（圣诞快乐，查理·曼森）这一集中，曼森成了一名卡通角色：他的编号06660也明显指代666，圣经中的“number of the beast.”（野兽数字）。
2002年出版的由约翰·凯伊（John Kaye）创作的小说《The Dead Circus》也有把曼森家族的活动作为主要情节点来描写。

### 電影
- 《Charlie Says（英语：Charlie Says (2018 film)）》（2018）：由麥特·史密斯飾演曼森。
- 《從前，有個好萊塢》（2019年）：在這部描述平行世界的好萊塢故事的電影中，由達蒙·海瑞曼飾演曼森。

### 電視劇
全国广播公司（NBC）於2015年5月播放電視劇《水瓶宮》（Aquarius），內容講述一名探員Sam Hodiak（大卫·杜考夫尼 飾演）調查一位失蹤少女的下落，其後發現這名少女加入了查爾斯·曼森（格辛·安東尼 飾演）領導的曼森家族。

### 纪录片
- 《曼森（英语：Manson (film)）》（1973年），罗伯特·亨德里克森（Robert Hendrickson）及劳伦斯·梅里克（Laurence Merrick）导演
- 《巨星查尔斯·曼森（英语：Charles Manson Superstar）》（1989年），尼古拉斯·施雷克（Nikolas Schreck）导演
- 《Life After Manson（英语：Life After Manson）》（2014年），Olivia Klaus導演

### 遊戲
- 《Tales Beyond The Tomb》

## 書目
- Atkins, Susan with Bob Slosser. Child of Satan, Child of God. Logos International; Plainfield, New Jersey; 1977. ISBN 0-88270-276-9.
- Bugliosi, Vincent with Curt Gentry. Helter Skelter: The True Story of the Manson Murders.（Norton, 1974; Arrow books, 1992 edition, ISBN 0-09-997500-9; W. W. Norton & Company, 2001, ISBN 0-393-32223-8）
- Emmons, Nuel, as told to. Manson in His Own Words. Grove Press, 1988. ISBN 0-8021-3024-0.
- Sanders, Ed The Family. Thunder's Mouth Press. rev. update edition 2002. ISBN 1-56025-396-7.
- Watkins, Paul with Guillermo Soledad. My Life with Charles Manson. Bantam, 1979. ISBN 0-553-12788-8.
- Watson, Charles. Will you die for me?. F. H. Revell, 1978. ISBN 0-8007-0912-8.

## 外部連結
- Bardsley, Marilyn. Crime Library – Charles Manson. Crime Library. Courtroom Television Network, LLC. April 7, 2006.
- Dalton, David. If Christ Came Back as a Con Man （页面存档备份，存于）. 1998 article by coauthor of 1970 Rolling Stone story on Manson. gadflyonline.com. Retrieved September 30, 2007.
- Linder, Douglas. Famous Trials – The Trial of Charles Manson. University of Missouri at Kansas City Law School. 2002. April 7, 2007.
- Noe, Denise. "The Manson Myth" CrimeMagazine.com December 12, 2004
- FBI file on Charles Manson （页面存档备份，存于）
- Decision in appeal by Manson, Atkins, Krenwinkel, and Van Houten from Tate-LaBianca convictions （页面存档备份，存于）People v. Manson, 61 Cal. App. 3d 102 (California Court of Appeal, Second District, Division One, August 13, 1976). Retrieved June 19, 2007.
- Decision in appeal by Manson from Hinman-Shea conviction （页面存档备份，存于） People v. Manson, 71 Cal. App. 3d 1 (California Court of Appeal, Second District, Division One, June 23, 1977).
- Horrific past haunts former cult members （页面存档备份，存于） San Francisco Chronicle August 12, 2009

### 電台節目
- 神秘之夜：波蘭斯基與Charles Manson殺人家族 （页面存档备份，存于）2009-10-03 (廣東話)

### 遊戲資訊
- 《Tales Beyond The Tomb》: https://store.steampowered.com/app/3416690/Tales_Beyond_The_Tomb__The_Last_Vigil/?curator_clanid=45286458